# Maryna Masława
Maryna Masława (ur. 19 kwietnia 1989) – białoruska wioślarka.

## Osiągnięcia
- Mistrzostwa Świata – Poznań 2009 – ósemka – 8. miejsce[1].
- Mistrzostwa Europy – Brześć 2009 – dwójka bez sternika – 7. miejsce[1].